# Marcos Júnior
Pour les articles homonymes, voir Júnior.
Marcos Júnior, né le 19 janvier 1993 à Gama (District fédéral), est un footballeur brésilien qui évolue au poste d'attaquant au Sanfrecce Hiroshima.

## Biographie
Júnior est formé au Fluminense de 2008 à 2012. Il y commence sa carrière le 21 avril 2012 durant une rencontre de Campeonato Carioca contre Macaé.
Le 4 janvier 2019, Júnior signe au club japonais du Yokohama F. Marinos pour trois saisons.
Júnior finit co-meilleur buteur de la J League en 2019 avec son coéquipier Teruhito Nakagawa tandis que les Marinos sont sacrés champion. Il fait partie du Best Eleven, l'équipe-type du championnat.

### Célébration
Lors de la saison 2019 de J League, il se fait remarquer pour ses célébrations rendant hommage aux animes, en compagnie de son coéquipier Teruhito Nakagawa.

### Vie privée
Júnior est un fan d'anime, notamment de Dragon Ball. Lors de sa signature aux Marinos, il fait part de son enthousiasme en partageant un montage sur ses réseaux sociaux où on le voit faire un Kamehameha, technique célèbre de l'anime, avec la légende : « Krilin a une nouvelle maison ! ». En effet, de par sa petite stature ainsi que son crâne chauve, il se compare à ce personnage.
Júnior possède d'ailleurs un tatouage représentant Krilin sur son avant-bras.

## Palmarès

### En club
Fluminense
- Campeonato Carioca : 2012
- Série A : 2012
- Primeira Liga : 2016
- Coupe Guanabara : 2017
- Coupe Rio : 2018

 Yokohama F. Marinos
- J1 League : 2019

### Distinctions personnelles
- Équipe-type de l'année 2018 du Campeonato Carioca
- Co-meilleur buteur de la J1 League en 2019 (15 buts)
- Best Eleven de la J1 League en 2019